# شمسي فواي ناهودها
شمسي فواي ناهودها (من مواليد 20 نوفمبر 1962) هو سياسي تنزاني من حزب الثورة، وعضو البرلمان المعين منذ 2010 إلى 2015. وهو وزير سابق للدفاع والخدمة الوطنية.

## خلفية
كان أيضا رئيس وزراء زنجبار في الفترة من 15 نوفمبر 2000 إلى 9 نوفمبر 2010 عندما أُلغي هذا المنصب. في 9 نوفمبر 2005 أعيد تعيينه رئيسًا للوزراء من قبل الرئيس أماني عبيد كرومي. وهو عضو في الحزب الحاكم حزب الثورة.